# Anna Brodacka
Anna Brodacka (ur. 10 września 1979) – polska siatkarka grająca na pozycji rozgrywającej. Obecnie zawodniczka Sandeco TPS EC Wybrzeże Rumia. Jej największym osiągnięciem jest awans do PlusLigi Kobiet w 2010 roku. Do zespołu z Rumi trafiła z Alpatu Gdynia.

## Sukcesy
- 2010 – awans do PlusLigi Kobiet z EC Wybrzeże TPS Rumia